# The Black Heart Rebellion
The Black Heart Rebellion was een Belgische doommetalband uit Gent.
In 2017 maakte de band een nieuwe soundtrack bij de bestaande Iraanse film A Girl Walks Home Alone at Night.
De band speelde onder meermaals op Rock Herk, Pukkelpop en het Dour Festival.
In november 2021 kondigde de band zijn afscheid aan.

## Discografie
- Monologue (2008)
- Har Nevo (2012)
- People, When You See the Smoke, Do Not Think It Is Fields They're Burning (2015)